# Ján Krošlák
Ján Krošlák (Bratislava, 17 de octubre de 1974) es un tenista profesional eslovaco. Su mejor ranking individual fue el Nº 53 alcanzado el 13 de septiembre de 1999.